# Andrei Petrowitsch Gagarin

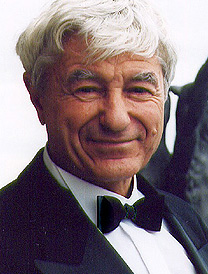
Andrei Petrowitsch Gagarin

Andrei Petrowitsch Gagarin (russisch Андрей Петрович Гагарин; * 9. Juli 1934 in Leningrad; † 30. Januar 2011 in Maryland, USA) war ein russischer Physiker und Professor an der Staatlichen Polytechnischen Universität Sankt Petersburg.
Gagarin war ein Nachkomme der ersten russischen Zarendynastie der Rurikiden aus dem Fürstenhaus Gagarin. Nach dem Ende der Sowjetunion bezeichnete er sich als „Fürst“ und war Delegierter in der sogenannten Europäischen Adelskommission. Gagarin war drei Mal verheiratet.